# Kensington a Chelsea (londýnský obvod)
Městská část Kensington a Chelsea (oficiální název Royal Borough of Kensington and Chelsea) je městský obvod na západě Londýna, součást Vnitřního Londýna.
Městská část vznikla v roce 1965 a zahrnuje bývalé části Kensington a Chelsea. Tato obytná oblast byla při sčítání obyvatel v roce 2001 označena jako obvod s největší hustotou obyvatel ve Velké Británii.
Kensington a Chelsea sousedí na východě s Westminsterem a je tedy v blízkosti centra Londýna. V obvodu je značný počet významných institucí například velká muzea, univerzity, velké obchodní domy (např. Harrods) a velvyslanectví. Je zde zároveň i mnoho exkluzivních obytných oblastí.

## Obvody městské části
- Brompton
- Chelsea
- Earl's Court
- Holland Park
- Kensington
- North Kensington
- Notting Hill
- South Kensington
- West Brompton

## Obyvatelstvo
Podle zprávy Národního statistického úřadu (Office for National Statistics) z roku 2004 činí předpokládaná délka života žen narozených v obvodu 84,8 let, což je nejvyšší hodnota v rámci Velké Británie. Předpokládaná délka života mužů zde narozených dosaje 79,8, což je třetí pořadí v rámci Velké Británie. Tyto údaje pro Kensington a Chelsea byly v období let 1991 až 1993 znatelně menší – 73,0 pro muže (301. pořadí) a 80,0 pro ženy (129. pořadí).
Blahobyt tohoto obvodu je demonstrován faktem, že má nejvyšší podíl lidí s vysokými výdělky (nad 60 000 £) v Británii – 16,6 %. Má také nejvyšší počet obyvatel pracujících ve finančním sektoru a nejnižší počet obyvatel prodávajících v obchodech; má rovněž nejvyšší podíl vysokoškolsky vzdělaných obyvatel – 56 %.

## Volební obvody do Parlamentu
Pro volby do Parlamentu je městská část rozdělena na dva obvody:
- Kensington a Chelsea
- Regent's Park a Kensington North

## Zajímavá místa
- Brompton Oratory
- Earls Court
- Harrods
- Imperial College London (část)
- Kensington Arcade
- Kensington High Street
- Kensingtonský palác
- King's Road
- Ladbroke Grove
- Leighton House Museum
- Notting Hill Gate
- Olympia (část)
- Portobello Road
- Přírodopisné muzeum
- Royal Albert Hall
- Royal Hospital Chelsea
- Saatchi Gallery
- Sloane Street
- Science Museum
- Stamford Bridge
- Victoria and Albert Museum